# والتر نوفيلينو
والتر نوفيلينو (بالإيطالية: Walter Novellino)‏ (4 يونيو 1953 إيطاليا - ) هو لاعب كرة قدم إيطالي، يلعب كلاعب وسط.

## وصلات خارجية
والتر نوفيلينو على موقع قاعدة بيانات كرة القدم.إي يو (الإنجليزية)
- والتر نوفيلينو على موقع ناشيونال فوتبول تيمز (الإنجليزية)
- والتر نوفيلينو على موقع عالم كرة القدم.نت (الإنجليزية)